# 旋转宽胸蛛
旋转宽胸蛛（学名：Euryopis cyclosia）为球蛛科宽胸蛛属的动物。在中国大陆，分布于香港等地。